# Svárov (district d'Uherské Hradiště)
Pour les articles homonymes, voir Svárov.
Svárov (en allemand : Swarow) est une commune du district d'Uherské Hradiště, dans la région de Zlín, en République tchèque. Sa population s'élevait à 230 habitants en 2020.

## Géographie
Svárov se trouve à 12 km au nord-est d'Uherské Hradiště, à 13 km au sud-sud-ouest de Zlín, à 75 km à l'est-sud-est de Brno et à 254 km au sud-est de Prague.
La commune est limitée par Zlámanec au nord, par Kelníky à l'est, par Částkov au sud et par Březolupy à l'ouest.

## Histoire
La première mention écrite du village date de 1375.